# Southern Capital Cup
Il Southern Capital Cup è stato un torneo professionistico di tennis giocato su campi in terra rossa. Faceva parte dell'ATP Challenger Series. L'unica edizione si è disputata a Almaty in Kazakistan.

## Albo d'oro

### Singolare
| Anno | Campione    | Finalista     | Punteggio |
| ---- | ----------- | ------------- | --------- |
| 2007 | Simon Greul | Jun Woong-sun | 6–3, 6–2  |

### Doppio
| Anno | Campioni                            | Finalisti                            | Punteggio |
| ---- | ----------------------------------- | ------------------------------------ | --------- |
| 2007 | Teodor-Dacian Craciun Florin Mergea | Aleksej Kedrjuk Aleksandr Kudrjavcev | 6–2, 6–1  |